# Alice Brusewitz
Alice Brusewitz (* 29. Juli 1858 in Nelson, Neuseeland; † 20. November 1927 in Wellington, Neuseeland) war eine neuseeländische Lehrerin und professionelle Fotografin.

## Frühes Leben
Alice Palmer wurde am 29. Juli 1858 als Tochter und eines von insgesamt dreizehn Kinder der Eheleute Elizabeth Mary Naylor und George Palmer in Nelson geboren. Über ihre Kindheit, Jugendzeit und Ausbildung ist nichts bekannt, wohl aber, dass sie als Lehrerin registriert war.

## Ehe
1887 heiratete Alice den drei Jahre älteren Fotografen Henry Elis Leopold Brusewitz, der um 1878 von Schweden nach Neuseeland gekommen war. Aus der Ehe gingen drei Kinder hervor.

## Arbeit als Fotografin
Sie eröffneten in Nelson in der Waimea Street, die heute Rutherford Street genannt wird ein Fotostudio für Porträt-Aufnahmen und boten ihre Dienste auch für Außenaufnahmen an. In den folgenden zweieinhalb Jahrzehnten erstellten das Paar Fotografien auf 1265 Glasplatten mit einer ausgezeichneten Qualität. Sie Dokumentierten die Zeit und Entwicklung in Nelson, fertigten Fotos von den neuseeländischen Truppen an, die sich auf ihren Einsatz im Krieg in Südafrika vorbereiteten und fotografierten auch in Wellington. Viele der Fotografien sind der Arbeit von Alice zuzuschreiben, wurden aber in der Vergangenheit ignoriert oder ihrem Mann zugeordnet.

## Australien
1911 trennte sich Alice von ihrem Mann und ging mit ihrer jüngsten Tochter nach Perth in Australien. Ihre älteste Tochter Astrid, die von ihrem Studium am Royal College of Music in London nach Neuseeland zurückgekehrt war, zog mit ihrem Ehemann ebenfalls dorthin. Alices Mann blieb in Nelson, löste das Fotostudio auf und hielt Schulungen und Vorträge. Alice hingegen arbeitete auch in Perth als Fotografin weiter.

## Neuseeland
Als ihre Tochter nach langer Krankheit im Jahr 1919 verstarb, ging sie wieder zurück nach Neuseeland und ließ sich getrennt von ihrem Mann in Wellington nieder. Nach dem Tod ihres Mannes im Jahr 1922 musste Alice noch um das Anwesen kämpfen, das er hinterlassen hatte. Sie gewann den Rechtsstreit, blieb aber weiterhin in Wellington, wo sie selbst im Jahr 1927 im Alter von 69 Jahren verstarb. Ob sie in Wellington nochmal als Fotografin tätig war, ist nicht bekannt.